# ダイトーケミックス
ダイトーケミックス株式会社は、大阪市鶴見区に本社をおく、半導体・医療・写真用などの感光性材料製造会社である。

## 沿革
- 1938年 - 大東化学工業所として創立、顔料「群青」の製造販売開始。
- 1949年 - 株式会社大東化学工業所に改組。
- 1974年 - 産業廃棄物処理会社として鶴見興業株式会社（現・日本エコロジー株式会社）設立。
- 1978年 - 電子材料中間体分野に進出。ダイトー技研株式会社設立。
- 1985年 - 大東サービス有限会社（現・ディー・エス・エス株式会社）設立。
- 1991年 - 社名をダイトーケミックス株式会社に変更。
- 1995年 - 岩手ケミカル株式会社設立。
- 1996年 - 大阪証券取引所市場第二部に上場。
- 2004年 - 中国浙江省に台州聯大科技有限公司設立。
- 2005年 - 韓国にDAITO-KISCO株式会社設立。
- 2007年 - ダイトー技研株式会社全株式を譲渡。
- 2011年 - 岩手ケミカル株式会社清算。
- 2013年 - DAITO CHEMIX（CHINA) CO.,LTD清算。
- 2013年 - 東京証券取引所市場第二部上場銘柄となる。